# Église Saint-Jean-Baptiste de Pradelles-Cabardès
L'église Saint-Jean-Baptiste de Pradelles-Cabardès est une église située à Pradelles-Cabardès, dans le département français de l'Aude en région Occitanie.

## Description
Le narthex abrite un carillon que l'on peut manipuler librement.

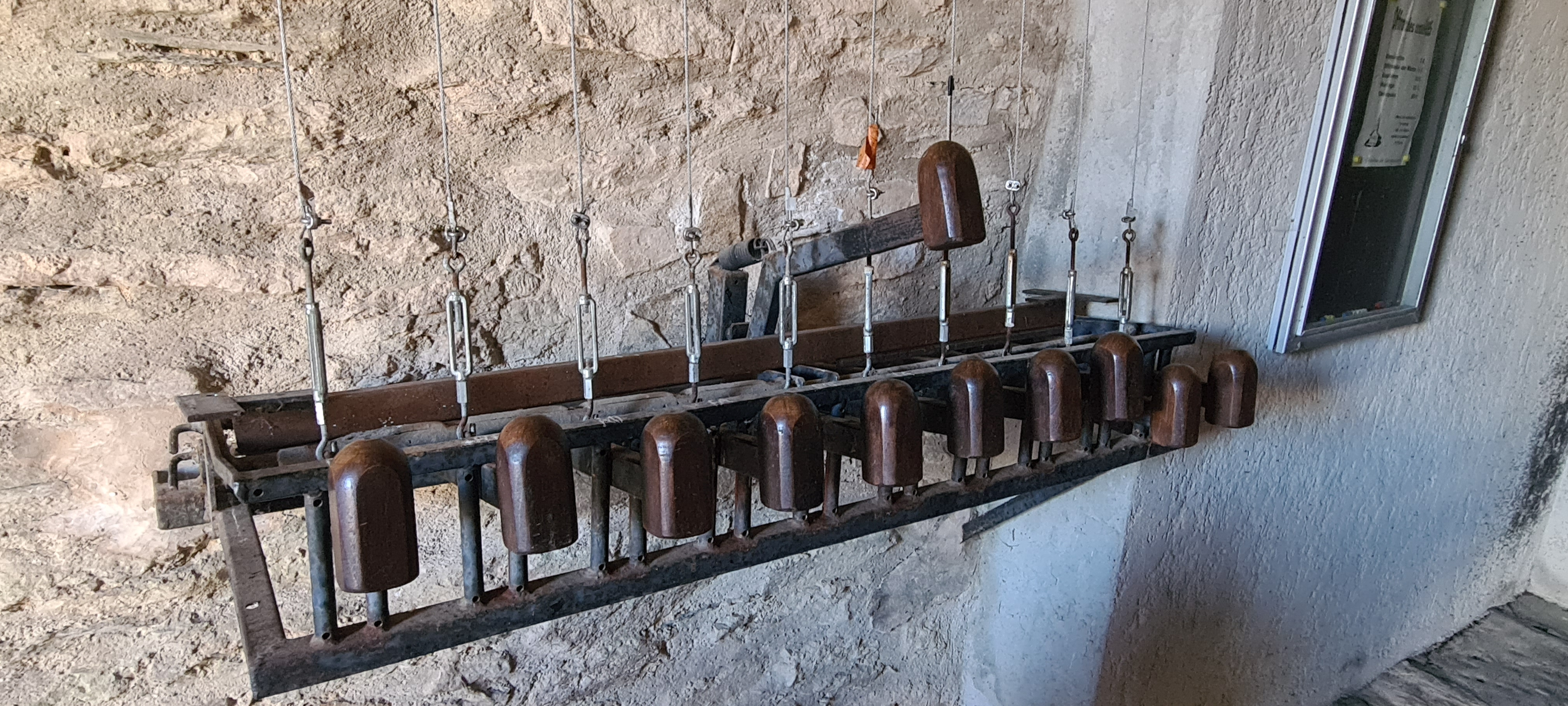
Le carillon de l'église.

## Localisation
L'église est située sur la commune de Pradelles-Cabardès, dans le département français de l'Aude.

## Historique
Le clocher a été inscrit au titre des monuments historiques en 1939.

### Référence
1. 1 2  « Église », notice no PA00102866, sur la plateforme ouverte du patrimoine, base Mérimée, ministère français de la Culture